# DJ Typhoon
Sonny Buhr Pedersen (født 1969) er en dansk dj, bedst kendt som DJ Typhoon. Typhoon startede sin karriere i midten af 1980’erne som 14-årig med graffiti og break Dance. Typhoon banede vej for den danske rapper StreetMass. Han har været medlem af Nobody Beat The Beats i en årrække. Han har også samarbejdet med Tue Track. I 1991 flyttede Sonny til New York i håb om at de der dyrkede mere breakdance. Han flyttede tilbage til København i 1994